# Sidney (Maine)
Sidney ist eine Town im Kennebec County des Bundesstaats Maine in den Vereinigten Staaten. Im Jahr 2020 lebten dort 4645 Einwohner in 2063 Haushalten auf einer Fläche von 123,83 km².

## Geografie
Nach dem United States Census Bureau hat Sidney eine Gesamtfläche von 117,87 km², von denen 109,43 km² Land sind und 8,44 km² aus Gewässern bestehen.

### Geografische Lage
Sidney liegt zentral im Norden des Kennebec Countys. Die vier großen Belgrade Lakes liegen im Norden der Town. Im Westen grenzt der Messalonskee Lake an und im Osten wird die Town vom Kennebec River begrenzt. Das Gebiet ist leicht hügelig, höchste Erhebung ist der 178 Meter hohe Quaker Hill.

### Nachbargemeinden
Alle Entfernungen sind als Luftlinien zwischen den offiziellen Koordinaten der Orte aus der Volkszählung 2010 angegeben.
- Norden: Waterville, 11,3 km
- Nordosten: Winslow, 20,1 km
- Osten: Vassalboro, 11,8 km
- Süden: Augusta, 4,7 km
- Südwesten: Manchester, 12,4 km
- Westen: Belgrade, 9,7 km
- Nordwesten: Oakland, 5,7 km

### Stadtgliederung
In Sidney gibt es mehrere Siedlungsgebiete: Bangs Beach, Center Sidney, Eureka, Lake Shore, North Sidney, Sidney, Summerhaven und West Sidney.

### Klima
Die mittlere Durchschnittstemperatur in Sidney liegt zwischen −7,2 °C (19 °Fahrenheit) im Januar und 20,6 °C (69 °Fahrenheit) im Juli. Damit ist der Ort gegenüber dem langjährigen Mittel der USA um etwa 6 Grad kühler. Die Schneefälle zwischen Oktober und Mai liegen mit bis zu zweieinhalb Metern mehr als doppelt so hoch wie die mittlere Schneehöhe in den USA; die tägliche Sonnenscheindauer liegt am unteren Rand des Wertespektrums der USA.

## Geschichte
Die Besiedlung in Sidney startete 1760 entlang des Kennebec Rivers. Zunächst gehörte das Gebiet zur Town Vassalboro und wurde am 30. Januar 1792 als eigenständige Town organisiert. Benannt wurde die Town nach Philip Sidney, einem englischen Höfling, Soldat und Schriftsteller. Im Jahr 1798 wurde Land an  Belgrade abgegeben.

### Einwohnerentwicklung
| Volkszählungsergebnisse – Town of Sidney, Maine | Volkszählungsergebnisse – Town of Sidney, Maine | Volkszählungsergebnisse – Town of Sidney, Maine | Volkszählungsergebnisse – Town of Sidney, Maine | Volkszählungsergebnisse – Town of Sidney, Maine | Volkszählungsergebnisse – Town of Sidney, Maine | Volkszählungsergebnisse – Town of Sidney, Maine | Volkszählungsergebnisse – Town of Sidney, Maine | Volkszählungsergebnisse – Town of Sidney, Maine | Volkszählungsergebnisse – Town of Sidney, Maine | Volkszählungsergebnisse – Town of Sidney, Maine |
| Jahr                                            | 1800                                            | 1810                                            | 1820                                            | 1830                                            | 1840                                            | 1850                                            | 1860                                            | 1870                                            | 1880                                            | 1890                                            |
| ----------------------------------------------- | ----------------------------------------------- | ----------------------------------------------- | ----------------------------------------------- | ----------------------------------------------- | ----------------------------------------------- | ----------------------------------------------- | ----------------------------------------------- | ----------------------------------------------- | ----------------------------------------------- | ----------------------------------------------- |
| Einwohner                                       | 1011                                            | 1558                                            | 1890                                            | 2191                                            | 2190                                            | 1955                                            | 1782                                            | 1471                                            | 1396                                            | 1334                                            |
| Jahr                                            | 1900                                            | 1910                                            | 1920                                            | 1930                                            | 1940                                            | 1950                                            | 1960                                            | 1970                                            | 1980                                            | 1990                                            |
| Einwohner                                       | 1068                                            | 927                                             | 958                                             | 980                                             | 989                                             | 918                                             | 988                                             | 1319                                            | 2052                                            | 2593                                            |
| Jahr                                            | 2000                                            | 2010                                            | 2020                                            | 2030                                            | 2040                                            | 2050                                            | 2060                                            | 2070                                            | 2080                                            | 2090                                            |
| Einwohner                                       | 3514                                            | 4208                                            | 4645                                            |                                                 |                                                 |                                                 |                                                 |                                                 |                                                 |                                                 |

## Kultur und Sehenswürdigkeiten

### Bauwerke
In Sidney wurde das Powers House im Jahr 1979 unter Denkmalschutz gestellt und unter der Register-Nr. 79000150 ins National Register of Historic Places aufgenommen.

## Wirtschaft und Infrastruktur

### Verkehr
Die Interstate 95 verläuft in nordsüdlicher Richtung parallel zum Kennebec River durch die Town. Ebenfalls in nordsüdlicher Richtung verlaufen die Maine State Route 23 und die Maine State Route 104. Durch die südwestliche Ecke der Town führt die Maine State Route 27.

### Öffentliche Einrichtungen
Es gibt keine medizinischen Einrichtungen oder Krankenhäuser in Sidney. Die nächstgelegenen befinden sich in Waterville und Augusta.
In Sidney gibt es keine eigene Bücherei. Die nächstgelegenen befinden sich in Belgrade, Oakland und Waterville.

### Bildung
Sidney gehört mit Belgrade, China, Rome und Oakland zum Messalonskee School District.
Im Schulbezirk werden folgende Schulen angeboten:
- Belgrade Central in Belgrade, mit Schulklassen von Pre-Kindergarten bis zum 5. Schuljahr
- China Primary in China, mit Schulklassen von Pre-Kindergarten bis zum 4. Schuljahr
- China Middle in China, mit Schulklassen vom 5. bis zum 8. Schuljahr
- James H. Bean in Sidney, mit Schulklassen von Pre-Kindergarten bis zum 5. Schuljahr
- Atwood Primary in Oakland, mit Schulklassen von Kindergarten bis zum 2. Schuljahr
- Williams Elementary in Oakland, mit Schulklassen vom 3. bis zum 5. Schuljahr
- Messalonskee Middle in Oakland
- Messalonskee High in Oakland

## Persönlichkeiten

### Söhne und Töchter der Stadt
- Nehemiah Abbott (1804–1877), Politiker